# Arrondissement de Miragoâne
L’Arrondissement de Miragoâne est arrondissement d'Haïti, subdivision du département des Nippes. Il a été créé autour de la ville de Miragoâne qui est aujourd'hui son chef-lieu. Il était peuplé par 128 979 habitants (estimation 2009).
L’arrondissement compte quatre communes :
- Miragoâne
- Petite-Rivière-de-Nippes
- Fonds-des-Nègres
- Paillant